# Джеймс Круз
Джеймс Круз (англ. James Cruze; 27 березня 1884, Огден, штат Юта — 3 серпня 1942, Голлівуд, Каліфорнія) — актор і режисер німого кіно.

## Біографія
Уроджений Йенс Віра Круз Бозен. Про його дитячі та юнацькі роки відомо мало, так як сам він свою біографію кожного разу викладав по різному.
Джеймс Круз був режисером і продюсером більш ніж 100 фільмів в епоху німого кіно. Перші ролі він виконав у 1910 році в фільмах кінокомпанії «Lubin Manufacturing Company». У 1912 році він продовжив кар'єру в кінокомпанії «Thanhouser Company», де він зняв більшість своїх фільмів, в багатьох з яких він виконав головні ролі. У 1913 році одружився з актрисою Маргаріт Сноу, від шлюбу народилася дочка в 1914 році, в 1922 році вони розлучилися.
Після відходу з Thanhouser в 1916 році, він працював в декількох інших компаніях, як режисер і продюсер, в першу чергу для Paramount Pictures з 1918 по 1938 рік. У 1924 році він одружився з актрисою Бетті Компсон, вони розлучилися в 1930 році. 30 червня 1941 році він одружився з Альбертою МакКой, яка пережила його. Помер в Голлівуді 7 липня 1960.
Похований на кладовищі Hollywood Forever в Каліфорнії.